# Per Lodin
Per Gustaf Lodin, född 18 mars 1956 i Oscars församling, är en svensk officer (generalmajor). Han började sin militära bana vid Dalregementet år 1978. Lodin har bland annat varit chef för I 19 i Boden och Chef Multinational Task Force Center, KFOR i Kosovo. Han är ledamot av Kungliga Krigsvetenskapsakademien.
Per Lodin är son till framlidne översten 1. gr Gustaf Lodin. Lodin är gift och har två barn.
8 juni 2016 utnämndes Lodin till chef för FN:s fredsbevarande insats i Indien och Pakistan (UNMOGIP), ett uppdrag han tillträdde omedelbart.

## Militär karriär
- 1978 - Löjtnant
- 1981 - Kapten
- 1986 - Major (Orsa kompani)
- 1997 - Överste
- 2008 - Generalmajor

## Befattningar
- 1999 - Chef för Norrbottens regemente och Norrbottensbrigaden
- 2006 - 2007 Chef för Multinational Task Force Center, KFOR, Kosovo
- 2007 - 2014 Chef för avdelningen Strategisk Materielledning (SML), Försvarets materielverk, FMV
- 2014 - 2016 Chef för avdelningen Anskaffning och logistik, FMV
- 2016 - 2018 Chef för UNMOGIP

## Utmärkelser
- Värnpliktsmedaljen i brons
- Försvarsmaktens medalj för internationella insatser i brons
- NATO:s Non-Article 5-medalj för Operationer på Balkan